# Iryna Pamjalova
Iryna Uladzimiraŭna Pamjalova (in bielorusso Ірына Уладзіміраўна Памялова?; Žodzina, 5 aprile 1990) è una canoista bielorussa.

## Palmarès

### Olimpiadi
- 1 medaglia:
  - 1 bronzo (Londra 2012 nel K4 500 m)

### Mondiali
- 1 medaglia:
  - 1 bronzo (Seghedino 2011 nel K4 500 m)

### Europei
- 2 medaglie:
  - 1 oro (Belgrado 2011 nel K4 500 m)
  - 1 argento (Zagabria 2012 nel K4 500 m)